# Bethlehem Tilahun Alemu
Pour les articles homonymes, voir Alemu.
Bethlehem Tilahun Alemu, née en 1980 à Addis-Abeba est une femme d'affaires éthiopienne, fondatrice de SoleRebels, une entreprise fabriquant des chaussures à partir de pneus usagés.

## Biographie
Née d'un père électricien et d'une mère cuisinière, Bethlehem Tilahun Alemu grandit dans le quartier pauvre de Zenabwork (Addis-Abeba). En 2004, elle décroche son diplôme de comptabilité à la Unity University d'Addis-Abeba. À l'âge de 25 ans, Bethlehem Tilahun Alemu abandonne son emploi de comptable et lance l'idée de concevoir des chaussures à base de pneus usagés, afin de travailler avec une matière première bon marché et dans le but d'exploiter les capacités artisanales des habitants pauvres de son quartier. La marque SoleRebels est lancée, avec un investissement initial de 5 000 $ et cinq ouvriers,,.
Cela lui prend deux ans de conception avant de trouver la bonne formule, les premiers prototypes de chaussures pesant 6 kilos la paire.
Le design des chaussures SoleRebels s'inspire des selates et barabassos que portaient les combattants rebelles nigérians. Outre les pneus usagés, toutes les matières utilisées dans la confection des chaussures sont d'origine locale. En 2012, SoleRebels dispose de magasins dans vingt pays. En Éthiopie, les employés de SoleRebels ont un salaire quatre fois plus élevé que le salaire minimum, et trois fois plus élevé que les autres salaires du même secteur.

## Prix et récompenses
- Une des « 25 femmes les plus influentes d'Afrique » par The Guardian (2013)[5].
- Top 5 des femmes entrepreneurs d'Afrique, par Business Insider (2012)[1]